# 1624 en arts plastiques
| Années des arts plastiques : 1621 - 1622 - 1623 - 1624 - 1625 - 1626 - 1627    |
| Décennies des arts plastiques : 1590 - 1600 - 1610 - 1620 - 1630 - 1640 - 1650 |

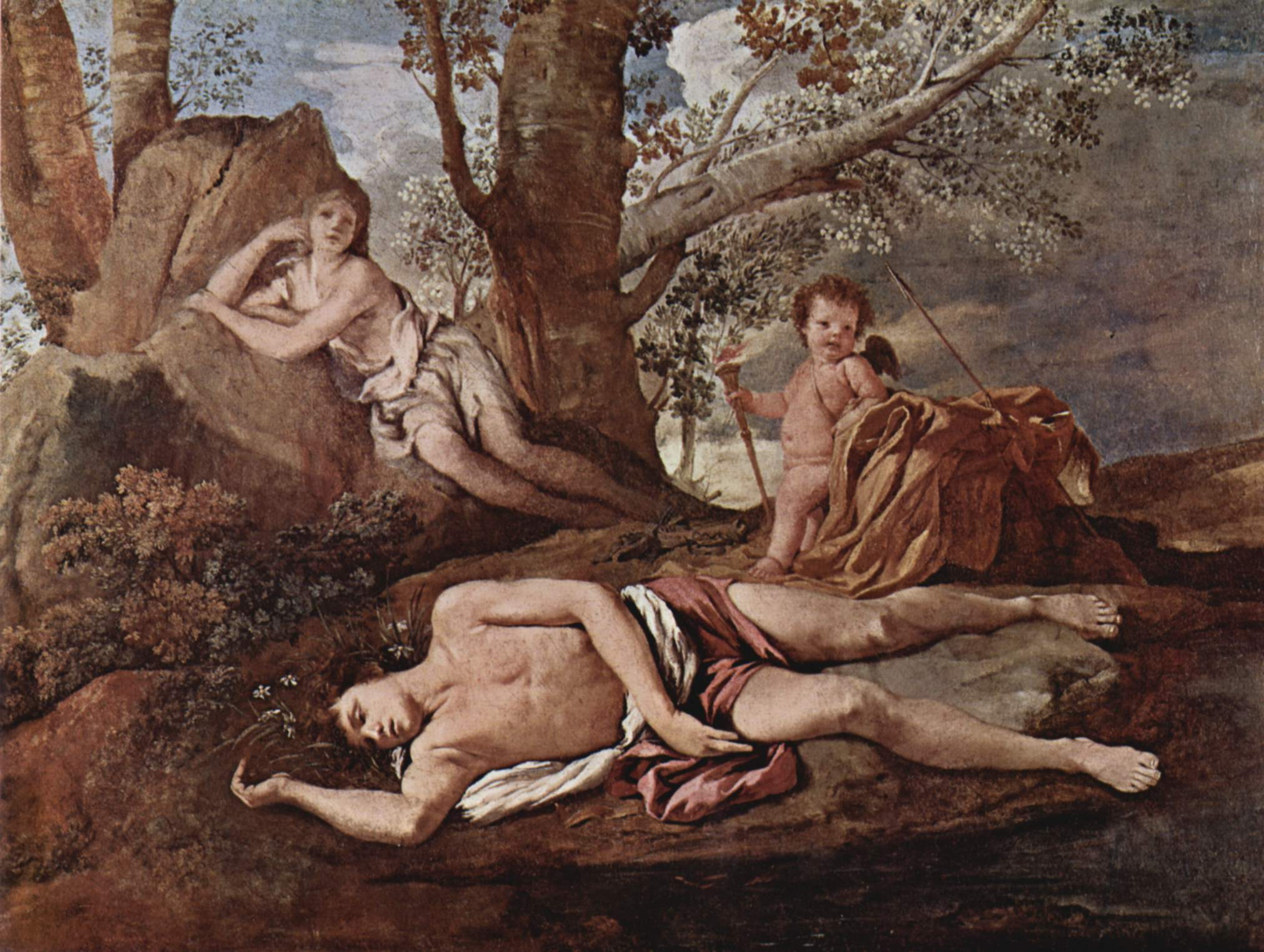
Écho et Narcisse, de Nicolas Poussin.

Cette page concerne l'année 1624 en arts plastiques.

## Œuvres
- Le Cavalier riant, tableau de Frans Hals.
- Portrait de Jan Vekemans, tableau de Cornelis de Vos

## Naissances
- 11 janvier : Jean-Baptiste Bol l'Ancien, peintre de l'École flamande († 18 septembre 1688),
- 11 février : Lambert Doomer, peintre néerlandais († 2 juillet 1700),
- 6 novembre : Barent Fabritius, peintre néerlandais † 20 octobre 1673),
- 20 octobre : Jan Albertsz Rootius, peintre néerlandais († 1er novembre 1666),
- Date précise inconnue :
  - Flaminio Allegrini, peintre baroque italien  († 1684),
  - Lazzaro Baldi, graveur et peintre baroque italien († 1703),
  - Philippe Baldinucci, historien de l'art, peintre et biographe italien († 1er janvier 1697),
  - Clement De Jonghe, graveur, éditeur et marchand d'estampes néerlandais († 25 juin 1677),
  - Bernhard Keil, peintre danois († 3 février 1687)
  - Nicolas Loir, peintre et graveur français († 6 mai 1679),
  - Orazio Talami, peintre baroque italien († 1708),
  - Franz Wulfhagen, graveur et peintre allemand († 1670).
- Vers 1624 : 
  - Jonas Umbach, peintre, dessinateur et graveur à l'eau-forte allemand († 28 avril 1693).

## Décès
- 21 février : Dirck van Baburen, peintre néerlandais (° vers 1595),
- 11 mars : Germain Gaultier, sculpteur puis architecte français (° 19 janvier 1571),
- 20 octobre : Christoffel van Sichem l'Ancien, graveur, imprimeur et éditeur néerlandais (° vers 1546),
- ? :
  - Simone Ciburri, peintre italien (° ?),
  - Luis Tristan, peintre espagnol (° 1586),
  - Cornelis Van der Voort, peintre portraitiste néerlandais (° 1576).